# Parachaetodon ocellatus
Genre
Espèce
Statut de conservation UICN

 LC  : Préoccupation mineure
Parachaetodon ocellatus est une espèce de poissons de la famille des Chaetodontidae, la seule du genre Parachaetodon (monotypique).